# Sanmenxia
Sanmenxia (三门峡; pinyin: Sānménxiá) er en kinesisk by på præfekturniveau i provinsen Henan i det centrale Kina. Præfekturet har et areal på 10.475 km², og en befolkning der i 2003 ansloges til 2,2 millioner mennesker.

## Administrative enheder
Administrativt består Sanmenxia af et bydistrikt, tre amter og to byamter:
- Bydistriktet Hubin (湖滨区), 164 km², 280.000 indbyggere, administrationssæde;
- Amtet Mianchi (渑池县), 1.421 km², 330.000 indbyggere;
- Amtet Shan (陕县), 1.763 km², 340.000 indbyggere;
- Amtet Lushi (卢氏县), 4.004 km², 370.000 indbyggere;
- Byamtet Yima (义马市), 112 km², 160.000 indbyggere;
- Byamtet Lingbao (灵宝市), 3.011 km², 720.000 indbyggere.

## Trafik

### Jernbane
I Sanmengxia standser togene på Longhaibanen, Kinas vigtigste jernbanelinje i øst-vestlig-retning, som løber fra Lianyungang til Lanzhou via blandt andet Xuzhou, Kaifeng, Zhengzhou, Luoyang og Xi'an.

### Vej
Kinas rigsvej 209 løber gennem området. Den begynder i Hohhot i Indre Mongoliaet, krydser gennem provinserne Shanxi, Henan, Hubei, Hunan og ender i havnebyen Beihai i Guangxi.
Kinas rigsvej 310 går gennem området. Denne vigtige trafikåre begynder i Lianyungang i Jiangsu, går vestover og ender i Tianshui i provinsen Gansu. Den går gennem større byer som Xuzhou, Shangqiu, Kaifeng, Zhengzhou, Luoyang og Xi'an.
34°46′N 111°11′Ø / 34.767°N 111.183°Ø